# Platyceps najadum
Espèce
Synonymes
- Tyria najadum Eichwald, 1831
- Tyria dahlii Fitzinger, 1826
- Coluber najadum kalymnensis Schneider, 1979
- Coluber atayevi Tuniyev & Shammakov, 1993
- Coluber najadum albitemporalis Darevsky & Orlov, 1994
- Coluber schmidtleri Schätti & Mccarthy, 2001

Statut de conservation UICN

 LC  : Préoccupation mineure
Platyceps najadum  est une espèce de serpents de la famille des Colubridae.

## Répartition
Cette espèce se rencontre en Croatie, en Bosnie-Herzégovine, en Albanie, au Monténégro, en Macédoine, Grèce, en Bulgarie, en Turquie, à Chypre, au Liban, en Israël, en Syrie, en Irak, en Iran, au Turkménistan, en Azerbaïdjan, en Arménie, en Géorgie et dans le sud de la Russie.

## Liste des sous-espèces
Selon The Reptile Database (20 mars 2012) :
- Platyceps najadum albitemporalis (Darevsky & Orlov, 1994)
- Platyceps najadum atayevi (Tuniyev & Shammakov, 1993) du Kopet-Dag
- Platyceps najadum dahlii (Fitzinger, 1826)
- Platyceps najadum kalymnensis (Schneider, 1979) de Kalymnos
- Platyceps najadum najadum (Eichwald, 1831)
- Platyceps najadum schmidtleri (Schätti & Mccarthy, 2001) des monts Zagros

## Publications originales
- Darevsky & Orlov, 1994 : The systematic position of the slender racer Coluber najadum (Eichwald) from south-east Azerbaijan, and some remarks on the herpetological fauna of this region. Russian Journal of Herpetology, vol. 1, no 2, p. 93-97.
- Eichwald, 1831 : Zoologia specialis, quam expositis animalibus tum vivis, tum fossilibus potissimuni rossiae in universum, et poloniae in specie, in usum lectionum publicarum in Universitate Caesarea Vilnensi. Zawadski, Vilnae, vol. 3, p. 1-404 (texte intégral).
- Fitzinger, 1826 : Neue classification der reptilien nach ihren natürlichen verwandtschaften. Nebst einer verwandtschafts-tafel und einem verzeichnisse der reptilien-sammlung des K. K. zoologischen museum's zu Wien, p. 1-67 (texte intégral).
- Schätti & Mccarthy, 2001 : Coluber (sensu lato) schmidtleri n. sp. from the southern Zagros Mountains in Iran. Herpetozoa, vol. 14, no 1/2, p. 81-89.
- Schneider, 1979 : Eine melanistische Schlanknatter, Coluber najadum kalymnensis n. subsp. von der Insel Kalymnos. Booner Zoologische Beiträge, vol. 30, no 3/4, p. 380-384 (texte intégral).
- Tuniyev & Shammakov, 1993 : Coluber atayevi sp. nov. (Ophidia, Colubridae) from the Kopet-Dag Mountains of Turkmenistan. Asiatic Herpetological Research, vol. 5, no 4, p. 1-10 (texte intégral).